# I Don't Wanna Get Hurt
«I Don't Wanna Get Hurt» es una canción de la cantante estadounidense Donna Summer. Fue el segundo sencillo de Another Place and Time y al igual que otras canciones del álbum, fue producido por Stock Aitken Waterman. La canción nunca fue lanzada como sencillo en los Estados Unidos.
En el Reino Unido alcanzó el número siete, y permaneció en la lista durante nueve semanas. En Irlanda, llegó al número tres y fue un éxito entre los diez primeros en Bélgica y Finlandia, alcanzando el número ocho y nueve, respectivamente. 

## Lista de canciones
- sencillo 7"

1. "I Don't Wanna Get Hurt" – 3:32
2. "I Don't Wanna Get Hurt" (instrumental) – 4:45

- maxi 12"

1. "I Don't Wanna Get Hurt" (extended version) – 6:58
2. "I Don't Wanna Get Hurt" (instrumental) – 4:45
3. "Dinner with Gershwin" – 4:38

## Posicionamiento en listas
| Lista (1989)                          | Máxima posición |
| ------------------------------------- | --------------- |
| Alemania (Offizielle Deutsche Charts) | 25              |
| Bélgica (Flandes) (Ultratop 50)       | 8               |
| Europa (Eurochart Hot 100)            | 22              |
| Finlandia (Suomen virallinen lista)   | 9               |
| Francia (SNEP)                        | 21              |
| Irlanda (IRMA)                        | 3               |
| Italia (Musica e dischi)              | 21              |
| Países Bajos (Mega Single Top 100)    | 29              |
| Países Bajos (Dutch Top 40)           | 30              |
| España (Promusicae)                   | 40              |
| Reino Unido (UK Singles Chart)        | 7               |

## Créditos y personal
- Donna Summer - voz principal y coros
- A. Linn - batería
- Dee Lewis, Mae McKenna, Mike Stock - coros
- Matt Aitken – guitarra
- George De Angelis, Matt Aitken, Mike Stock - teclados:
- Phil Harding - mezcla
- Karen Hewitt, Yoyo - Ingeniera
- Stock Aitken Waterman - productor
- Lawrence Lawry - fotografía –
- Grabado en PWL